# Rußegg (Gemeinde Kuchl)
Rußegg ist eine Ortslage im Salzachtal im Land Salzburg, und gehört zur Gemeinde Kuchl, im Bezirk Hallein (Tennengau).

## Geographie
Rußegg befindet sich etwa 24 Kilometer südöstlich des Salzburger Stadtzentrums, dreieinhalb Kilometer südöstlich von Kuchl und direkt nordöstlich von Golling. Die Ortslage liegt in der Kellau, am Westfuß des Schwarzen Bergs (1584 m ü. A.), dem südwestlichsten Gipfel der Osterhorngruppe, auf um die 485 m ü. A. Höhe.
Die kleine Rotte umfasst neun Adressen.
|                               | Strubau                                     | Gipswerk Moldan              |
| Mayerhofsiedlung              | Kompassrose, die auf Nachbargemeinden zeigt | Voregg (Gem. Scheffau a.Tg.) |
| Golling (Gem. Golling a.d.S.) | Hiasenbauer                                 | Hinterkellau                 |

## Geschichte und Sehenswürdigkeiten

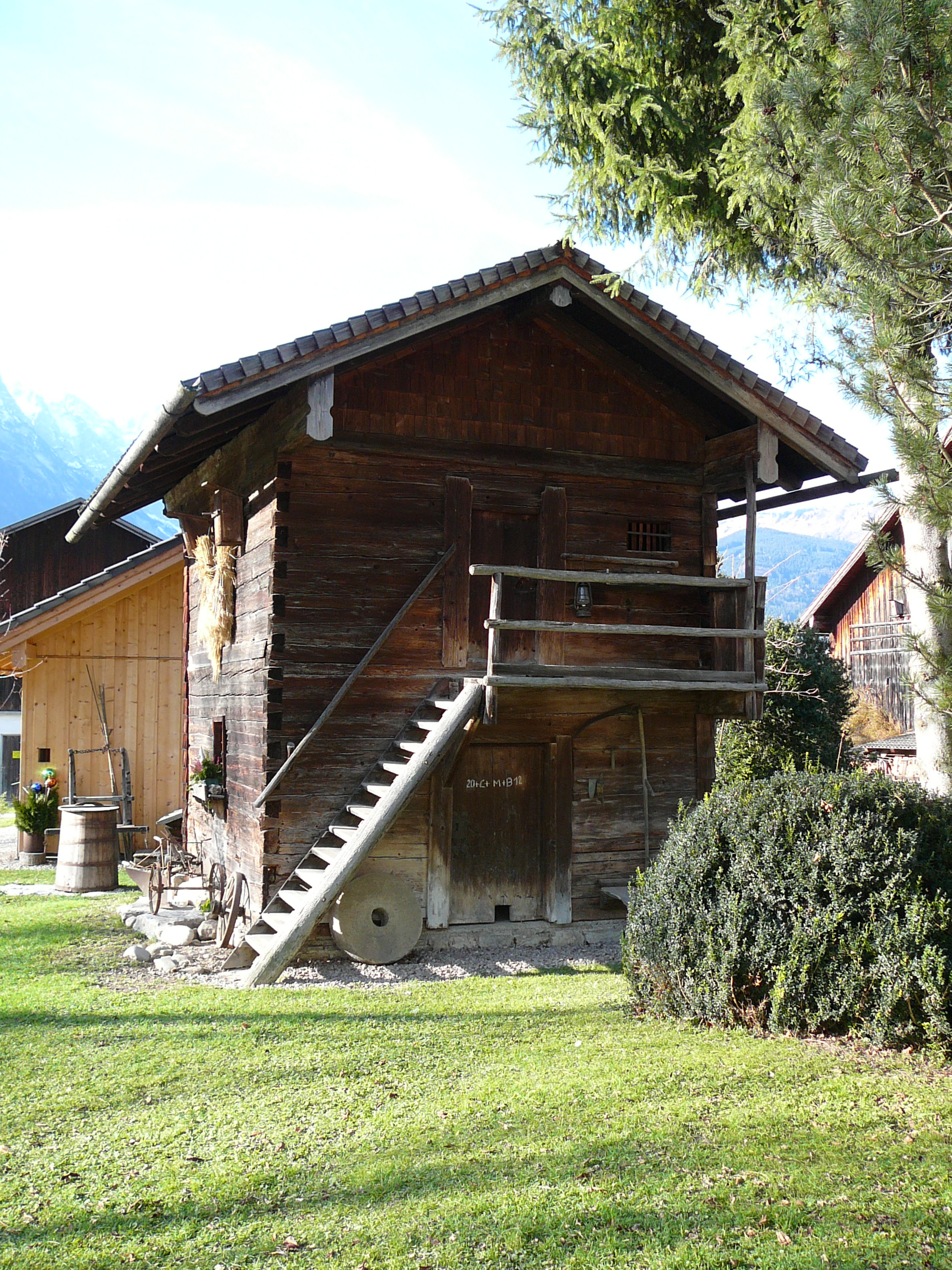
Der Getreidekasten Rußegg

Um 1830 sind im Franziszäischen Kataster hier – Nord nach Süd – die Gehöfte Tagnhof (Kellau 30), Resteggut (Nr. 31), Russegg (Nr. 32) und Kainzengut (Nr. 32, Kainz = Konrad) verzeichnet, sind aber teils deutlich älter: Schon 1393 ist ein Georg von Tägen urkundlich, wohl als angesehener Bauer. Der denkmalgeschützte Getreidekasten vom Rußegggut (Nr. 32, heute Siller) ist 1666 bezeichnet.

Der Raum selbst war sicherlich schon in römischer Zeit bewirtschaftet, direkt südlich beim Kellgut und Irler wurde die Villa des L. Pomp. Aquilinius Potens gefunden.
Direkt hinter Rußegg beginnt bergauf das Landschaftsschutzgebiet Rabenstein–Kellau.